# ماثيو فورت
ماثيو فورت (بالإنجليزية: Matthew Fort)‏ هو ناقد الطعام وكاتب وصحفي بريطاني، ولد في 29 يناير 1947.